# Elbow Lake (Minnesota, Grant megye)
Elbow Lake település az Amerikai Egyesült Államok Minnesota államában, Grant megyében, melynek megyeszékhelye is. Lakosainak száma 1276 fő (2020. április 1.).

## Népesség
A település népességének változása:

| 2010 | 1 176 |
| 2020 | 1 276 |